# Walter Oberschelp
Walter Oberschelp (* 29. März 1933 in Herford) ist ein deutscher Mathematiker und Informatiker.
Nach dem Abitur 1953 studierte er Mathematik, Physik und Astronomie in Göttingen, Tübingen und Münster. Er wurde 1958 bei Hans Hermes in Münster über mathematische Logik promoviert. Im Jahre 1959 legte er das Staatsexamen für höhere Schulen in Mathematik und Physik und 1962 die Assessorprüfung für das Höhere Lehramt, beides in Münster ab. Im Jahre 1966 habilitierte sich Oberschelp bei Horst Tietz in Hannover und wurde danach dort Hochschuldozent und Professor. Im akademischen Jahr 1967/68 war er Visiting Associate Professor an der Universität von Illinois in Urbana, (USA). Im Jahre 1971 wurde er an die RWTH Aachen auf den Lehrstuhl für Angewandte Mathematik, insbesondere Informatik berufen. Mit seinen Kollegen Jürgen Merkwitz und später mit Klaus Indermark hat er dort den Hauptstudiengang Informatik eingerichtet. Er war einer der ersten Informatikprofessoren in Deutschland. 1998 wurde er emeritiert. Er hat 40 Promotionsarbeiten betreut.
Er bearbeitete während seiner Zeit als Professor mit mehreren Gebieten in der Informatik Rechnerstrukturen, Schaltkreistheorie und mathematische Fragen zur Informatik. Nach seiner Emeritierung beschäftigt er sich mit der Geschichte der Komputistik und der Astronomie.

## Schriften
- Einführung in mathematische Logik und Mengenlehre. 1973
- Schaltkreistheorie. Aachen 1990
- mit Krauskopf, Bernd: Einführung in die mathematische Logik. Aachen 1990
- Rechneraufbau und Rechnerstrukturen. Oldenbourg, München 2006, 10., überarb. und erw. Aufl.
- mit Kranz, Horst: Mechanisches Memorieren und Chiffrieren um 1430. Stuttgart: Steiner 2009